# Danny Kah
Daniel "Danny" Kah (Two Wells, Australië, 5 mei 1967) is een Australisch voormalig schaatser.

## Biografie
Kah vertegenwoordigde zijn land op drie opeenvolgende Olympische Spelen, en was tot in 2009 nog steeds de Australisch recordhouder op de 5000 en 10.000 meter. Hij was lid van het olympisch team van 1994 onder leiding van de oud-schaatser en toentertijd bondscoach Colin Coates. Hij begon zijn internationale deelname met de Wereld Juniorenkampioenschappen in Eindhoven in 1985 waar hij een achttiende plaats behaalde. Hierna deed hij in vele Worldcup-wedstrijden mee en nam hij deel aan diverse wereldkampioenschappen. In 1991 werd Kah tijdens een wereldbekerwedstrijd in Butte betrapt op verboden middelen. Naast zijn schaatsen was Kah tot 2005 ook actief als baanwielrenner.

## Deelnames
- Wereldkampioenschappen: 1985 t/m 1993 - beste resultaat: 7e plaats in 1991
- Wereldkampioenschappen sprint: 1991, 26e plaats
- Olympische Spelen van 1988, 1992, 1994

## Persoonlijke records
- 500m 38:95 op 9 februari 1991 te Heerenveen
- 1000m 1:16:30 op 21 februari 1991 te Baselga di Pine
- 1500m 1:55:18 op 12 augustus 1990 te Calgary
- 3000m 4:13:36 op 14 jan 1989 te Davos
- 5000m 6:52:14 op 17 februari 1988 te Calgary
- 10.000m 14:17:70 op 10 februari 1991 te Heerenveen